# رشتان
رِشتان، (به ازبکی: Rishton، به روسی: Риштан، به تاجیکی: Рештон)، شهری در استان فرغانه، کشور ازبکستان است. یکی از دانشمندان معروف اسلامی، به نام برهانالدین مرغینانی، مولف کتاب الهدایه، در این شهر متولد شده‌است و در شهر مرغینان، که در همسایگی رشتان و در ولایت فرغانه واقع است، بزرگ شده‌است. این شهر به نام‌های راشدان، رشیدان و رِشدان نیز نامیده شده است.

## موقعیت جغرافیایی
این شهر در مرز قرقیزستان، در استان فرغانه و در نیمه راه خوقند به فرغانه واقع شده‌است و با این دو شهر، تقریباً ۵۰ کیلومتر فاصله دارد.

## تاریخ
طبق یافته‌های دانشمندان، سکونت بشر در این مکان به حدود چهار قرن قبل از میلاد بر می‌گردد و لذا این شهر دارای قدمتی در حدود ۲۴۰۰ سال می‌باشد. رشتان در ساحل سمت راست رودخانه سوخ قرار دارد و دسترسی به منابع آبی سبب شده‌است که از عصر مفرغ کشاورزی در این منطقه بر پا شود و منجر به ایجاد این سرزمین در اواخر هزاره دوم قبل از میلاد شود.

## جمعیت
جمعیت این شهر در سال ۲۰۱۰ برابر با ۳۲۷۵۸ نفر بوده‌است.

## سفالگری در رشتان
ریشتان یکی از معروف‌ترین و قدیمی‌ترین مراکز سفالگری در ازبکستان است. سفالگری در این شهر قدمت دیرینه دارد و سفال آبی رنگ رشتان، در سراسر جهان شناخته‌شده‌است. یک لایه رس با رنگ زرد مایل به قرمز و با کیفیت خوب در عمق ۱ تا ۱.۵ متر عمق و ضخامت ۰.۵ تا ۱.۵ متر، تقریباً در کل منطقه رشتان قرار دارد. این رس را می توان بدون پالایش یا اضافه کردن انواع دیگر رس یا افزودنی، برای سفالگری بکار برد.

## نمونه های از هنر سفالگری رشتان

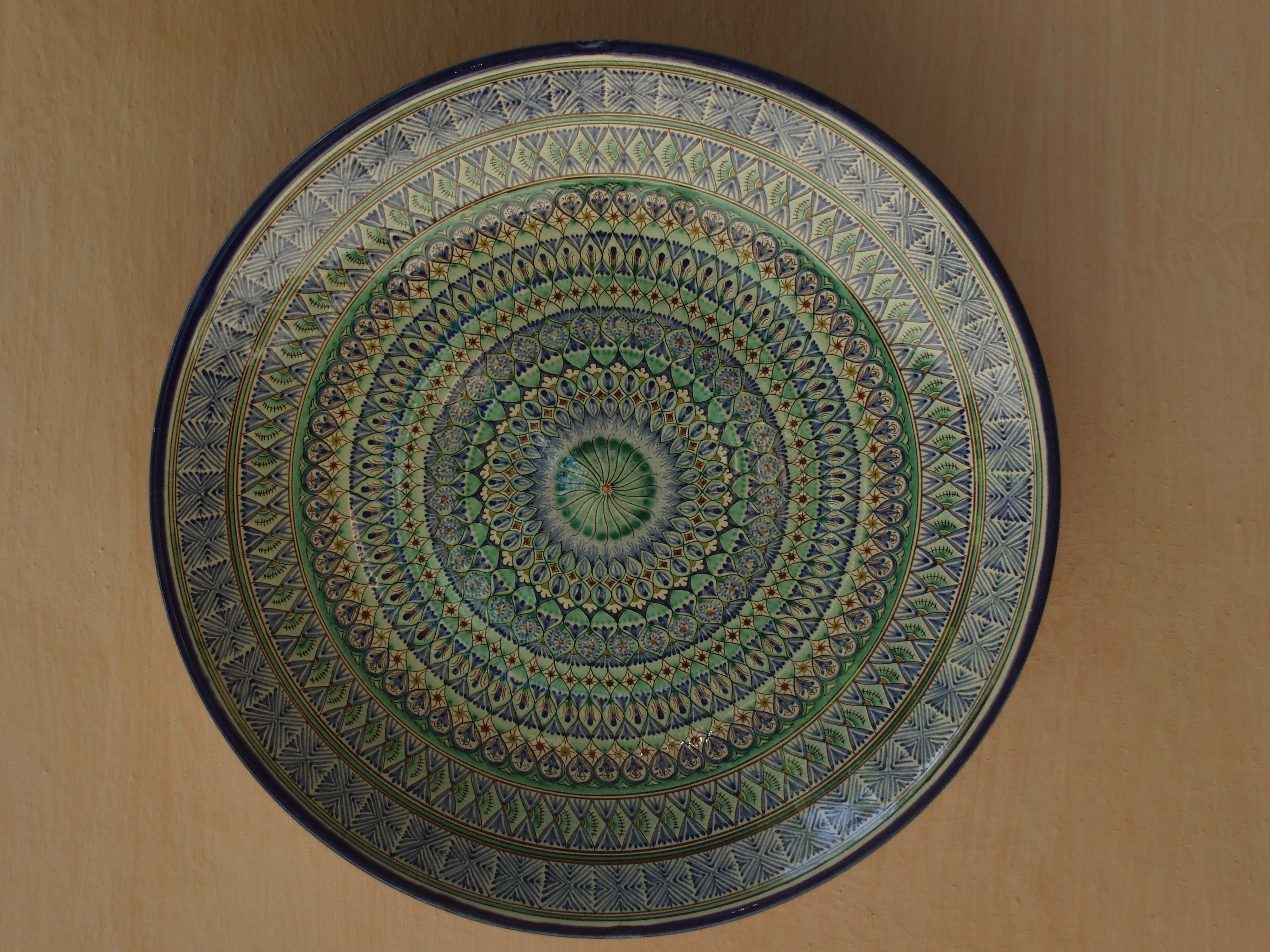
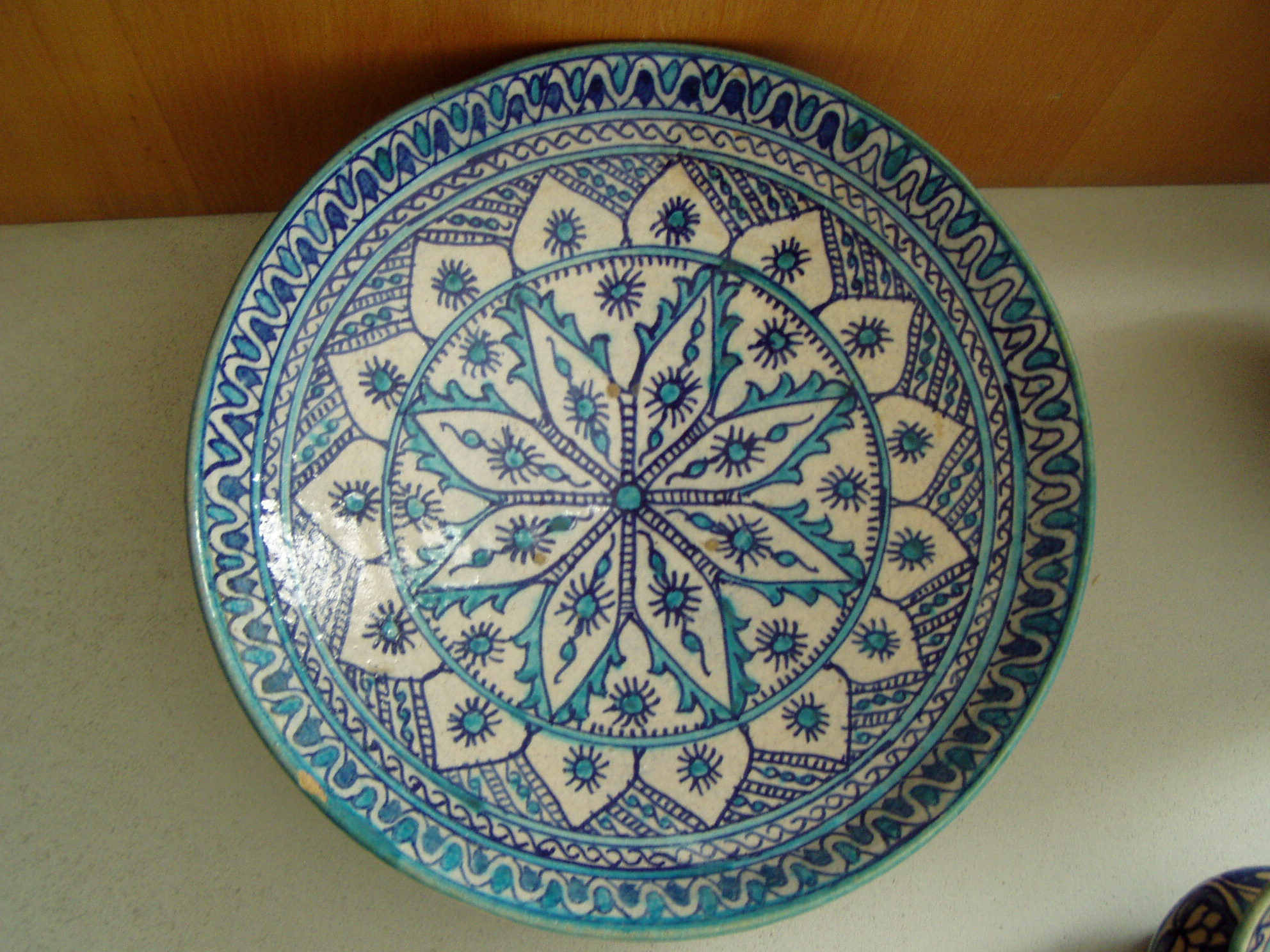
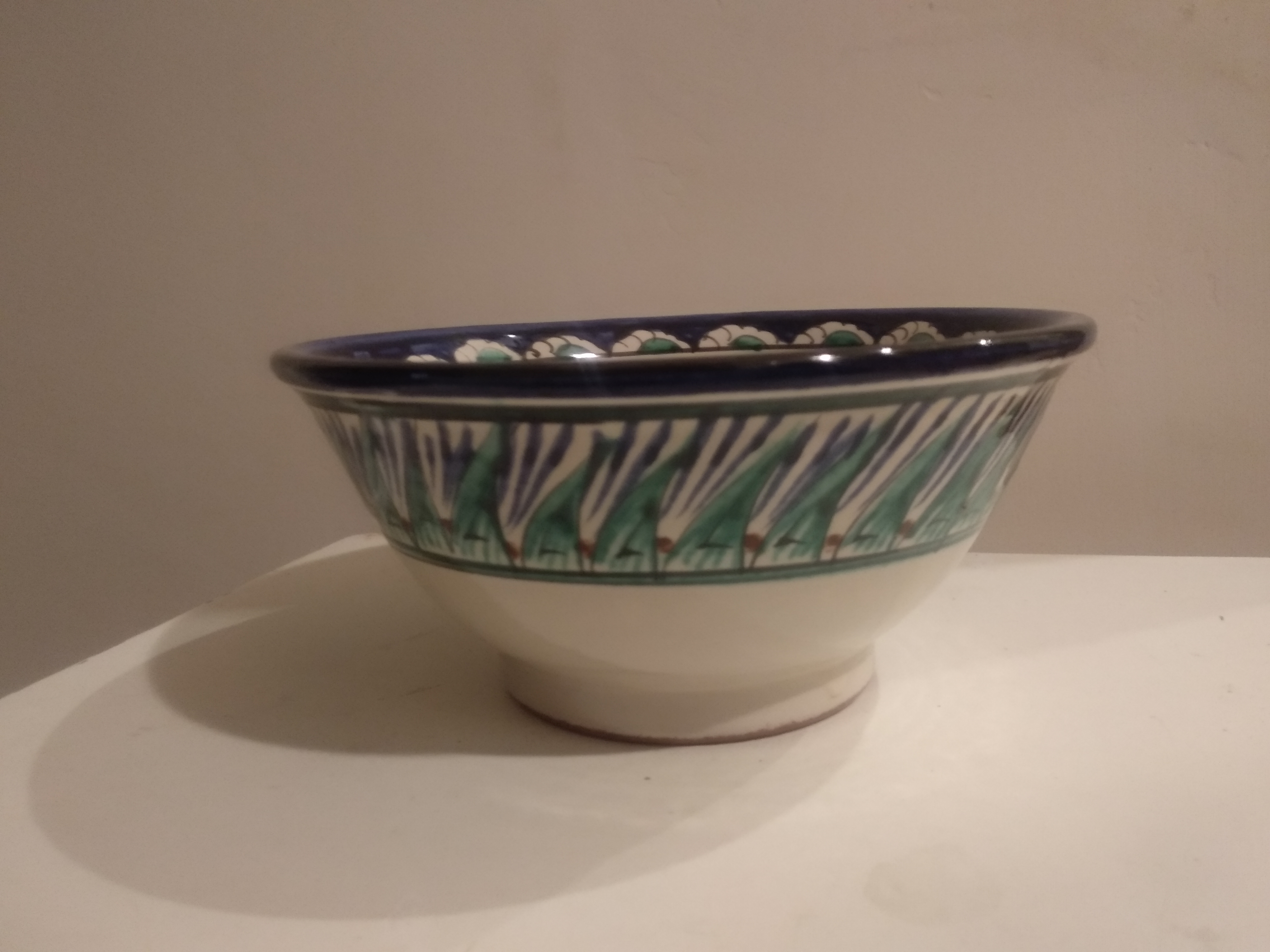
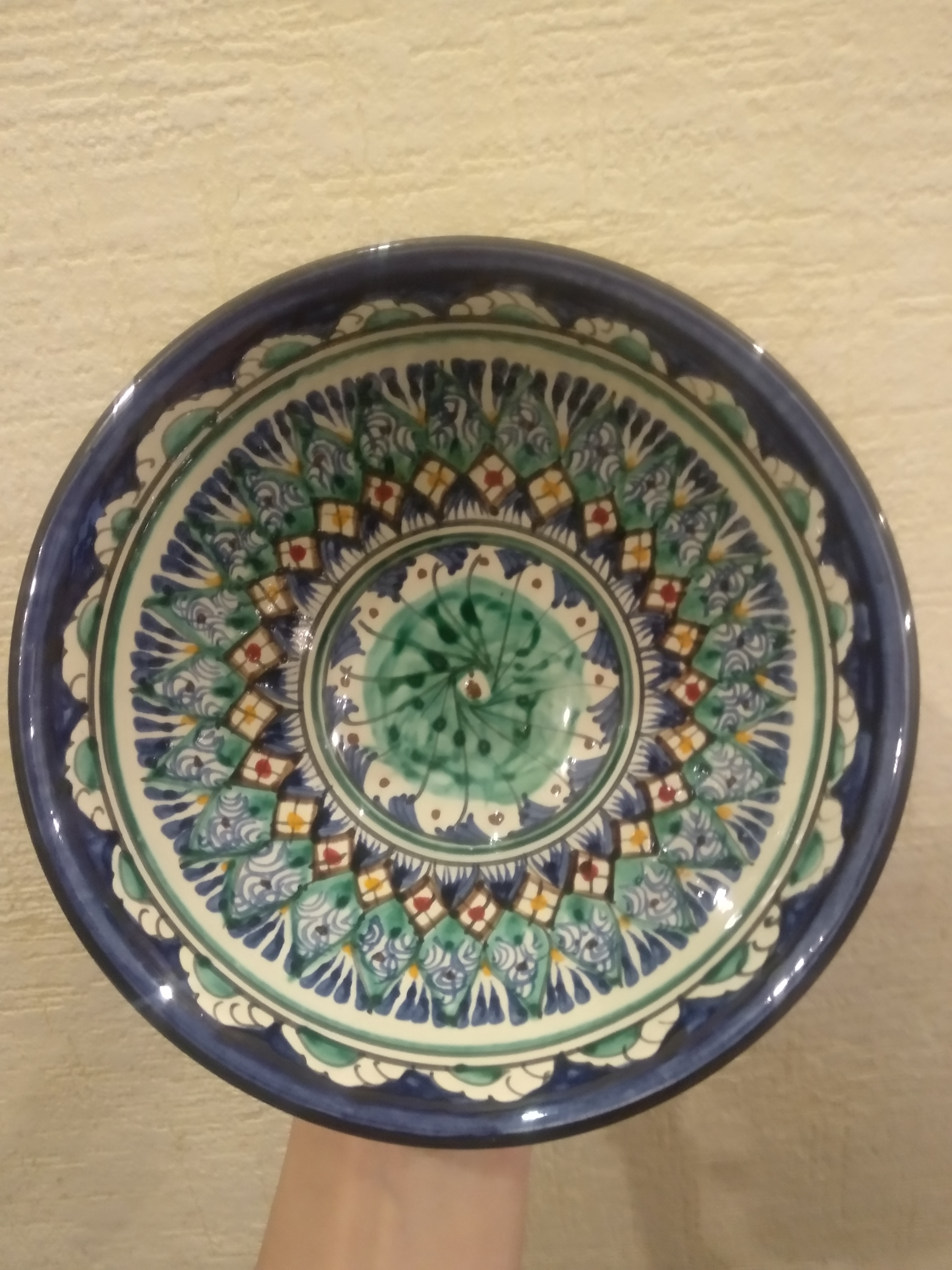
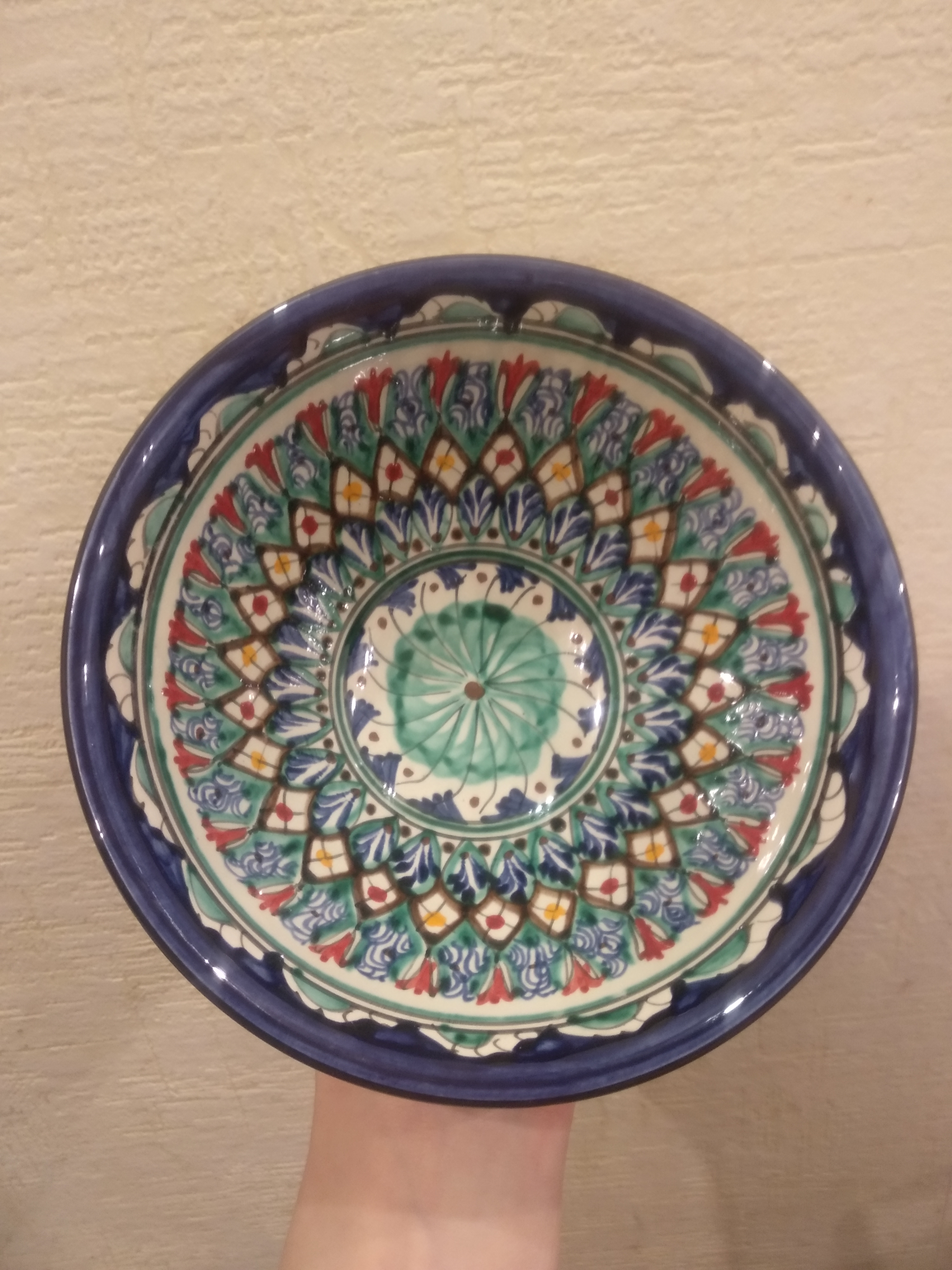
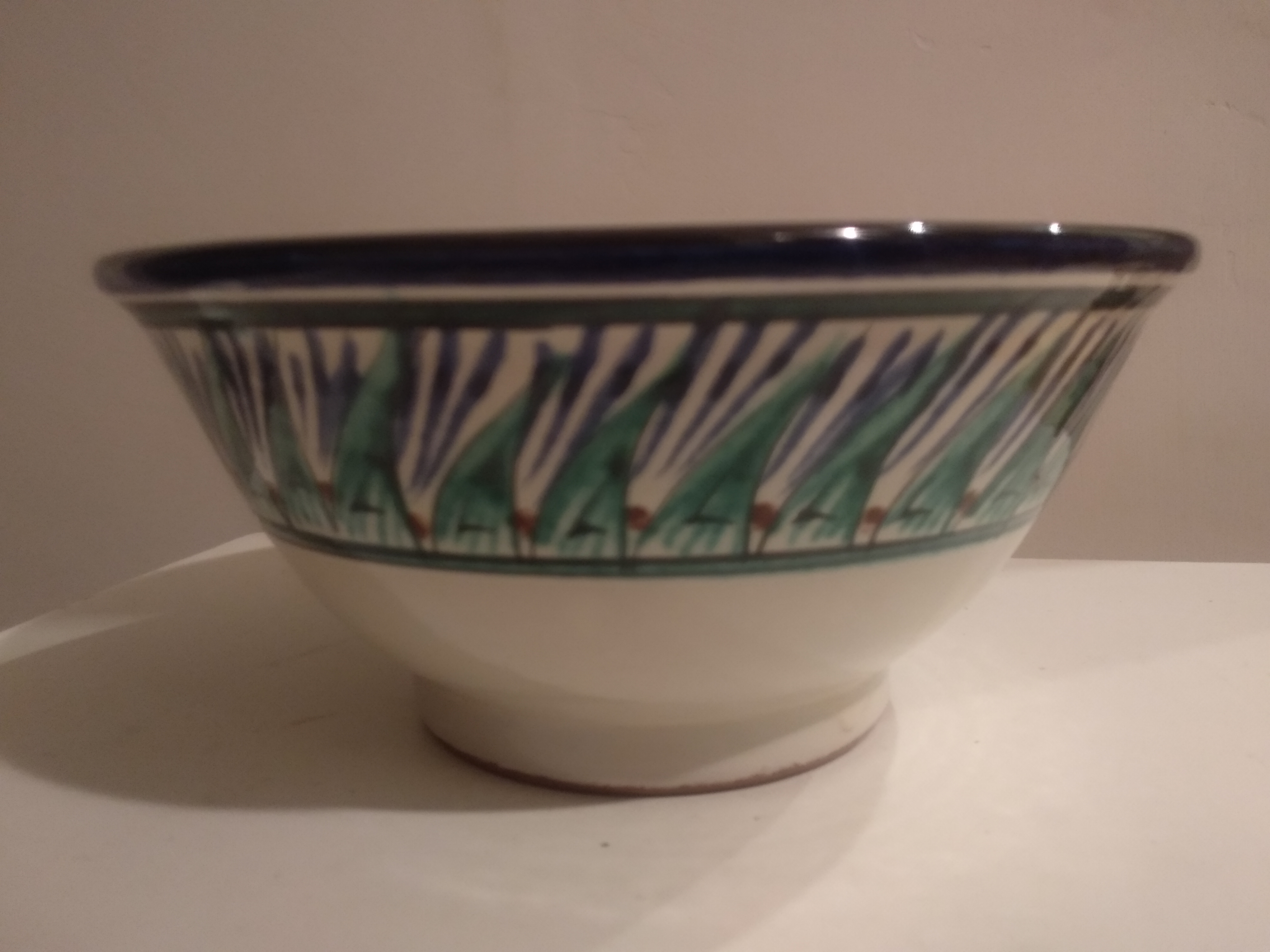